# Palazzo Sgueglia della Marra

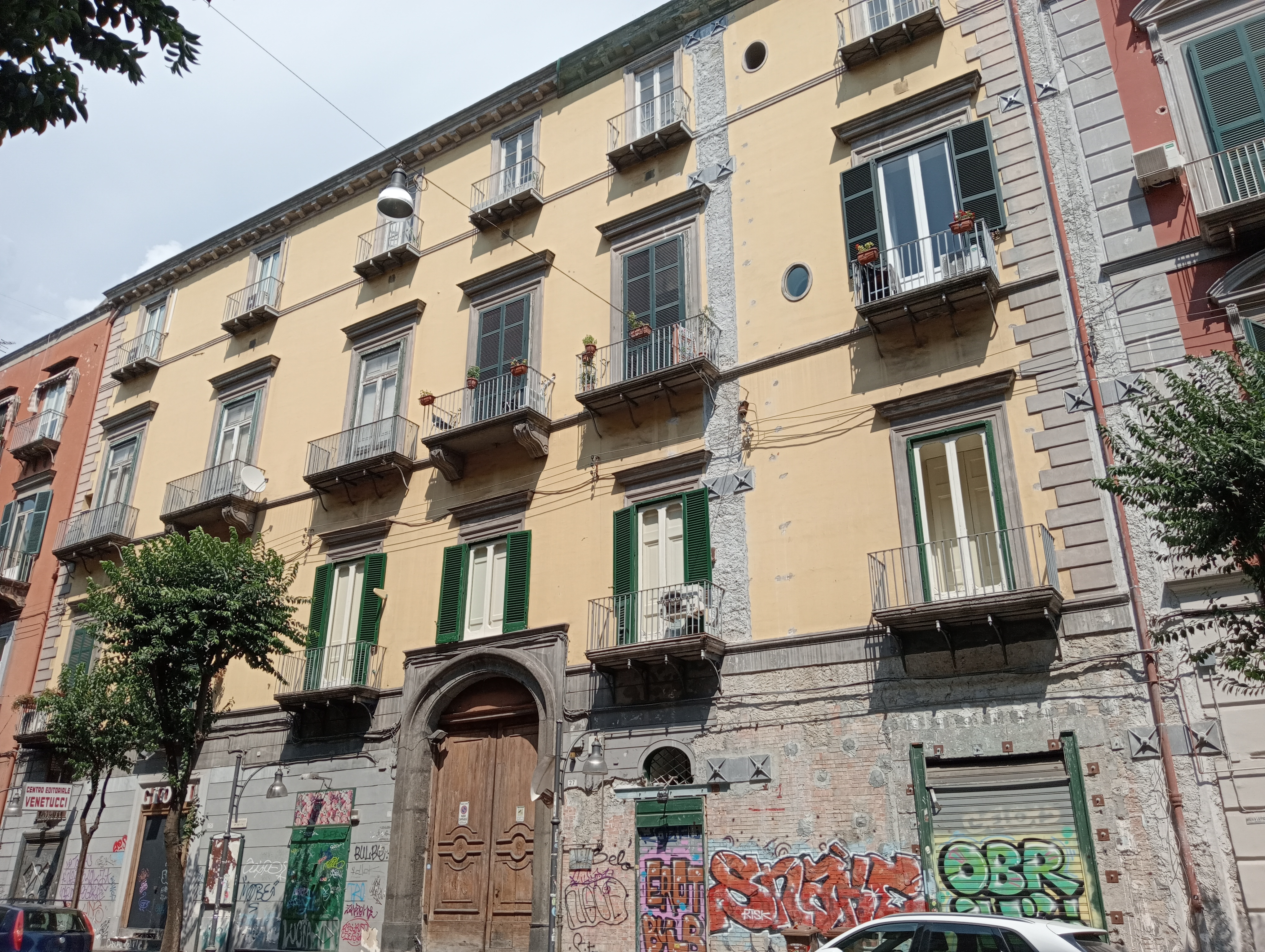
Palazzo Sgueglia della Marra in Neapel

Der Palazzo Sgueglia della Marra ist ein Palast aus dem 16. Jahrhundert im Viertel San Lorenzo in Neapel in der italienischen Region Kampanien. Er liegt in der Via Santa Maria di Costantinopoli, 27.

## Geschichte
Es gibt nur sehr wenige geschichtliche Informationen über diesen Palast. Er ist nach der Familie Sgueglio della Marra benannt, die ihn lange Zeit besaß.

## Beschreibung
Die Fassade, die mit einem leicht gezahnten Traufgesims abschließt, hat drei Stockwerke und ein solides Portal aus dem 16. Jahrhundert in der Mitte, gefertigt in Piperno. Auf der rechten Seite des Innenhofes erhebt sich die offene Treppe mit einem Bogen pro Stockwerk. Eine auffällige Renaissancebalustrade aus Piperno „verschließt“ den Bogen im ersten Obergeschoss. An der Rückwand des Innenhofes befindet sich ein mit Glas überdachter Balkon.
Im ersten Obergeschoss, wo heute die Büros der Ortopedia Meridionale untergebracht sind, gibt es in verschiedenen Sälen in Tempera bemalte Gewölbedecken aus der Zeit des Jugendstils.
Heute ist der Palast ein Mietshaus und befindet sich in gutem Erhaltungszustand.